# 한국공공정책신문
한국공공정책신문(韓國公共政策新聞, Korea Newspaper Of Public Policy)은 대한민국 서울에서 발행되는 신문이다.  2021년 9월 27일 서울시에 등록(서울 아 53944호)되었으며, 본사는 서울특별시 마포구 매봉산로 31에 있다.
대한민국 국가,지방자치단체 그리고 공공기관의 공공정책에 대한 소식, 논평, 인물 등을 보도한다.
△ 발행인 겸 편집인은 박동명이며,
△ 주간(주필)은 박병식 동국대학교 교수임.
박병식 주필은 서울대학교 대학원에서 행정학박사학위를 취득하고, 1987년부터 현재까지 동국대학교 교수로 재임하고 있으며, (사)한국공공정책평가협회 회장,  한국정책분석평가학회 회장, 한국행정학회 행정사례연구회 회장, 한필행정연구회 회장, 전국행정대학원장협의회 회장 등을 역임하였다.
△ 고문은 김춘선(전 인천항만공사 사장), 유영학(전 경기대 산업정보대학원 대우교수)이며,
△ 자문변호사에  유능종 변호사(전 대구지방검찰청 검사), 이진호 변호사(전 사법시험 출제위원) 등이 활동하고 있다.
△ 이사는 이향숙(강남구의회 운영위원장),  허남식(전 행정안전부 사무국장), 이건순(전 한국농수산대학 교수), 이규철(일본 와세다대학 법학박사, 선진사회정책연구원 선임연구위원), 이상봉(전 공무원), 김양하(민주평화통일자문회의 자문위원) 등이다.
△ 논설위원으로 양재대(전 서울시립대학교 교수), 황선영(KC대학교 교수), 문기진(한글세계화문화재단 지회장), 사득환(경동대학교 행정학과 교수), 양세훈(지방정부ESG연구회 대표), 오수길(고려사이버대학교 교수), 허남식(한국ESG학회 부회장) 등이다.
△ 편집위원에는 이규배(신안산대학교 교수), 양승일(충남도립대학교 교수), 최동표(서울정신재활시설협회 회장), 김현정(미국 음악박사, 이로움문화 대표),  권세준(덕성여대 평생교육원 교수), 김원숙(전 광주출입국관리소 소장)으로 구성되어 있다.

△ 경영지원본부장 박영성(전 두원21 대표) , △ 경기지역본부장 정연우(시민단체  대표), △ 전북지역본부장 윤여연(한국저널리스트대학 본부장) 등으로 조직되어 있다.
△2022년 1월 현재 전문가 칼럼 필진으로는, 윤광진, 오철기, 이규철, 김원숙, 이재윤, 권세준, 서준수, 이건순, 정경일, 이귀영 (요일별 게재순) 등이 활동하고 있다.
한국공공정책신문은 교수, 정치인, 기업인, 행정전문가 등으로 구성된 칼럼니스트의 오피니언 기고가 상당히 특화되어 있고, 학술연구용역을 수행하는 (주)선진사회정책연구원의 자매기관이다.